# Bruine prachtuil
De bruine prachtuil (Dysgonia algira) is een nachtvlinder uit de familie spinneruilen (Erebidae). De spanwijdte van de vlinder bedraagt tussen de 40 en 46 millimeter.
Het verspreidingsgebied beslaat Zuid-Europa, Noord-Afrika en het Midden-Oosten. In Nederland en België wordt de bruine prachtuil zelden aangetroffen.
De vlinder vliegt in twee generaties, de eerste in mei en juni en de tweede in juli en augustus. Waardplanten van de rups zijn onder andere bramen en wilgen. De rups is te vinden van in juni-juli en in september-oktober. De soort overwintert als pop.